# Орнітологічне товариство Вільсона
Орнітологічне товариство Вільсона (англ. Wilson Ornithological Society) — орнітологічна організація, офіційно створена в 1888 році як Орнітологічне відділення Вільсона Асоціації Агассіз. Базується в Музеї зоології Мічиганського університету , Енн-Арбор , США. Входить у склад Орнітологічної ради (англ. Ornithological Council), Північноамериканської окільцьовувальної ради (англ. The North American Banding Council).

## Історія
Найбільш ранні етапи розвитку орнітологічного товариства Вільсона розпочалися зі створення Асоціації молодих орнітологів (англ. Young Ornithologists’ Association), започаткованої в 1886 році під керівництвом Л. О. Піндара та Дж. Б. Річардса. Вони почали як група натуралістів, які цікавляться птахами, з приміток, опублікованих у «The Oölogist».
Незабаром після цього товариство отримало статут і було засноване в грудні 1888 р. як Орнітологічне відділення Вільсона Асоціації Агассіз. Нова група була названа на честь Олександра Вільсона, який вважався батьком американської орнітології. Початковою метою товариства було «вивчення птахів, їх гнізд та яєць».
Протягом наступних десятиліть група, яка в кінцевому підсумку стала відомою як Орнітологічний клуб Вільсона, публікувала свої наукові записки та статті під низкою різноманітних назв, що завершились створенням «Вісника Вільсона» (англ. The Wilson Bulletin) після 1894 року та «Журналом орнітології Вільсона» з 1955 року (англ. The Wilson Journal). Клуб прийняв свій статут та регламент у 1930 році, а в 1955 році став Орнітологічним товариством Вільсона.

## Президенти товариства[5]
| Термін    | Президент                   |
| 2017-2019 | Mark E. Deutschlander       |
| 2015-2017 | Sara Morris                 |
| 2013-2015 | Robert L. Curry             |
| 2011-2013 | Robert C. Beason            |
| 2009-2011 | E. Dale Kennedy             |
| 2007-2009 | James D. Rising             |
| 2005-2007 | Doris J. Watt               |
| 2003-2005 | Charles R. Blem             |
| 2001-2003 | William E. «Ted» Davis, Jr. |
| 1999-2001 | John C. Kricher             |
| 1997-1999 | Edward «Jed» H. Burtt, Jr.  |
| 1995-1997 | Keith L. Bildstein          |
| 1993-1995 | Richard N. Conner           |
| 1991-1993 | Richard C. Banks            |
| 1989-1991 | Jon C. Barlow               |
| 1987-1989 | Mary H. Clench              |
| 1985-1987 | Clait E. Braun              |
| 1983-1985 | Jerome A. Jackson           |
| 1981-1983 | Abbot S. Gaunt              |
| 1979-1981 | George A. Hall              |
| 1977-1979 | Douglas A. James            |
| 1975-1977 | Andrew J. Berger            |
| 1973-1975 | Kenneth C. Parkes           |
| 1971-1973 | Pershing B. Hofslund        |
| 1969-1971 | William W. H. Gunn          |
| 1968-1969 | H. Lewis Batts, Jr.         |
| 1966-1968 | Aaron M. Bagg               |
| 1964-1966 | Roger Tory Peterson         |
| 1962-1964 | Phillips B. Street          |
| 1960-1962 | Harold F. Mayfield          |
| 1958-1960 | Lawrence H. Walkinshaw      |
| 1956-1958 | John T. Emlen, Jr.          |
| 1954-1956 | Burt L. Monroe, Sr.         |
| 1952-1954 | Walter J. Breckenridge      |
| 1950-1952 | Maurice Brooks              |
| 1948-1950 | Olin Sewall Pettingill, Jr. |
| 1946-1947 | George Miksch Sutton        |
| 1943-1945 | S. Charles Kendeigh         |
| 1942-1943 | George Miksch Sutton        |
| 1940-1941 | Lawrence E. Hicks           |
| 1938-1939 | Margaret Morse Nice         |
| 1935-1937 | Josselyn Van Tyne           |
| 1932-1934 | J. M. Shaver                |
| 1930-1931 | J. W. Stack                 |
| 1927-1929 | Lynds Jones                 |
| 1924-1926 | Albert F. Ganier            |
| 1922-1923 | Thos. L. Hankinson          |
| 1920-1921 | Reuben M. Strong            |
| 1918-1919 | Myron H. Swenk              |
| 1917      | W. F. Henniger              |
| 1914-1916 | T. C. Stephens              |
| 1912-1913 | W. E. Saunders              |
| 1909-1911 | Frank L. Burns              |
| 1902-1908 | Lynds Jones                 |
| 1894-1901 | Reuben M. Strong            |
| 1894      | Willard N. Clute            |
| 1890-1893 | Lynds Jones                 |
| 1888-1889 | J. B. Richards              |